# Heptanthura lewisi
Heptanthura lewisi är en kräftdjursart som först beskrevs av Brian Frederick Kensley och Snelgrove 1987.  Heptanthura lewisi ingår i släktet Heptanthura och familjen Expanathuridae. Inga underarter finns listade i Catalogue of Life.